# 過労死等防止対策推進全国センター
過労死等防止対策推進全国センター（かろうしとうぼうしたいさくすいしんセンター）は過労死等を防ぐための啓発活動や労働環境の相談、過労死等防止対策推進法の実効性を求めていく組織。通称：過労死防止全国センター。

## 沿革
- 平成26年10月29日：過労死が原因で亡くなった人の家族や弁護士らが設立[2]。

## 事務局
- 東京事務局：東京都文京区本郷2-27-17
- 関西事務局：大阪市阿倍野区旭町1-2-7

### 各地域のセンター
- 過労死等防止対策推進兵庫センター[3][4]